# Cohors VIII Breucorum

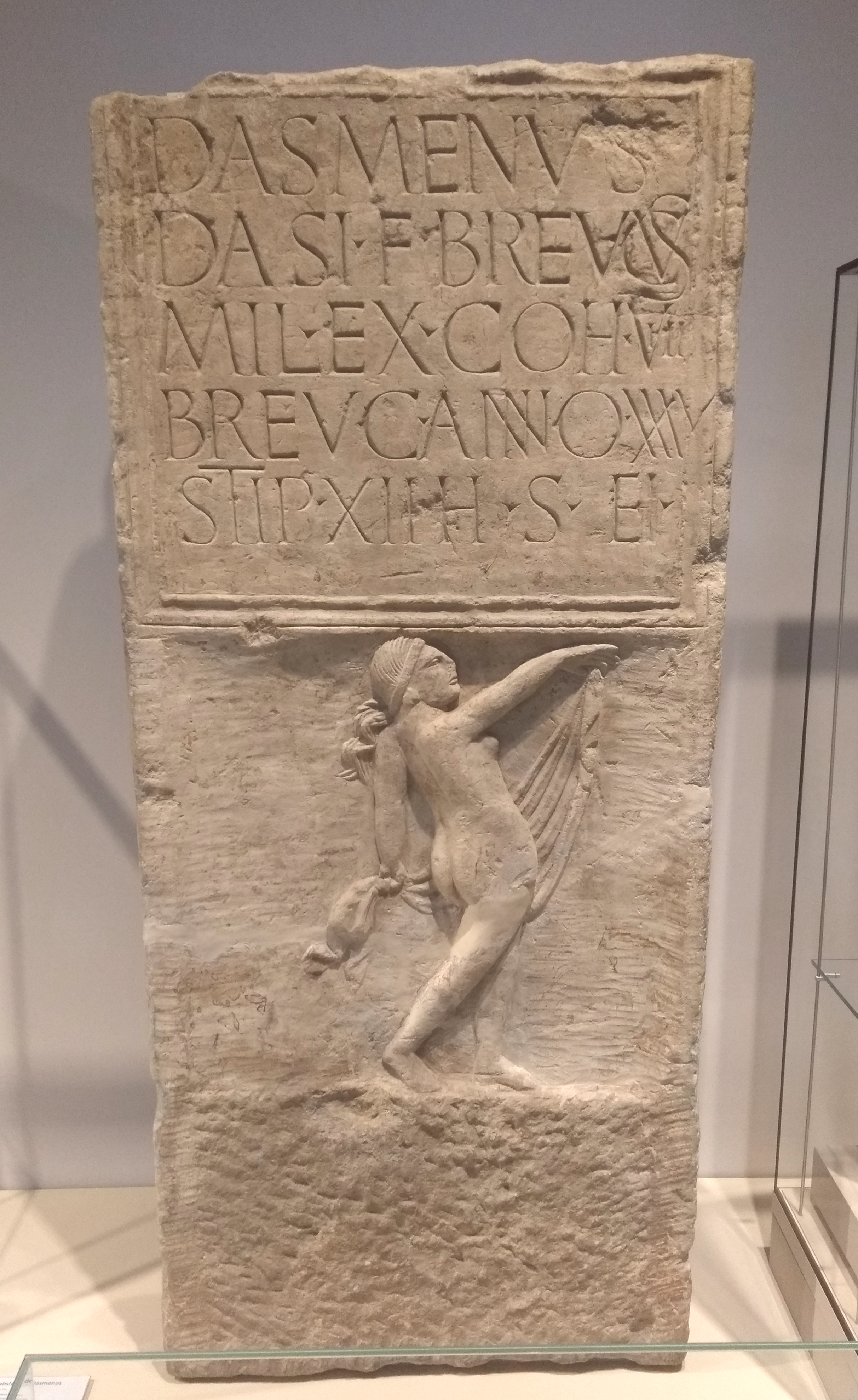
Grabstein des Soldaten Dasmenus, der in der Cohors VIII Breucorum gedient hatte, heute im Rheinischen Landesmuseum Bonn aufbewahrt

Die Cohors VIII Breucorum (deutsch 8. Kohorte der Breuker) war eine römische Auxiliareinheit. Sie ist durch Inschriften belegt.

## Namensbestandteile
- Breucorum: [der] Breuker. Die Soldaten der Kohorte wurden bei Aufstellung der Einheit aus dem illyrischen Volk der Breuker auf dem Gebiet der römischen Provinz Pannonia rekrutiert.

Da es keine Hinweise auf die Namenszusätze milliaria (1000 Mann) und equitata (teilberitten) gibt, ist davon auszugehen, dass es sich um eine reine Infanterie-Kohorte (Cohors peditata) handelt. Die Sollstärke der Einheit lag bei 480 Mann, bestehend aus 6 Centurien mit jeweils 80 Mann.

## Geschichte
Die Kohorte ist auf keinem der Militärdiplome für Germania inferior aufgeführt. Die Ehrenbezeichnung pia fidelis Domitiana, mit der Domitian (81–96) die ihm treu gebliebenen römischen Streitkräfte in Germania inferior nach der Niederschlagung des Aufstands von Lucius Antonius Saturninus auszeichnete, wurde ihr ebenfalls nicht verliehen. John Spaul vermutet daher, dass die Einheit schon vor Mitte des ersten Jhd. aufgelöst worden ist.

## Standorte
Standorte der Kohorte in Germania inferior sind nicht bekannt.

## Angehörige der Kohorte
Folgende Angehörige der Kohorte sind bekannt.
| - Dasmenus (CIL 13, 7801) - Marcinus (CIL 13, 8693) | - Sassaius (CIL 13, 8313) - Scenobarbus (CIL 13, 12062) |